# Craterostigma purpureum
Craterostigma purpureum är en tvåhjärtbladig växtart som beskrevs av Jean Paul Antoine Lebrun och Toussaint. Craterostigma purpureum ingår i släktet Craterostigma och familjen Linderniaceae. Inga underarter finns listade i Catalogue of Life.